# Valsa platani
Valsa platani är en svampart som först beskrevs av Ludwig David von Schweinitz, och fick sitt nu gällande namn av Mordecai Cubitt Cooke 1879. Valsa platani ingår i släktet Valsa och familjen Valsaceae.   Inga underarter finns listade i Catalogue of Life.